# The Rose, Vol. 2
The Rose, Vol. 2 es un álbum poético del rapero 2Pac lanzado el 20 de septiembre de 2005. El álbum incluye grabaciones de poesías de Tupac en forma musical por otros artistas como Ludacris y Bone Thugs-N-Harmony. Sus poemas son citados, cantados o simplemente usados como inspiración en cada canción de este álbum. Este es el segundo álbum poético de Tupac; el primero, The Rose That Grew From Concrete, contiene poemas suyos, pero esta vez no son cantados, sino solamente leídos por otros artistas musicales.

## Lista de canciones
1. "Intro" - Black Ice
2. "Power of a Smile" - Bone Thugs-N-Harmony
3. "The Eternal Lament" - Celina
4. "Fallen Star" - Talib Kweli
5. "In the Depths of Solitude" - Ludacris
6. "Movin On" - Lyfe Jennings
7. "Life Through My Eyes" - Tupac & Memphis Bleek
8. "When Ure Heart Turns Cold" - Outlawz
9. "Black Woman" - Jamal Joseph & Che Davis
10. "Only 4 the Righteous" - YoYo
11. "Where There Is a Will" - Boot Camp Clik
12. "When Ur Hero Falls" - Impact Kids
13. "And 2morrow" - Shock G
14. "If I Fail" - Dead Prez
15. "Poetry by Amber and Morgan" (Pac's Kids)

## Posiciones en lista
| Lista (2005)                     | Posición máxima |
| -------------------------------- | --------------- |
| Billboard 200                    | 91              |
| Billboard Top R&B/Hip Hop Albums | 31              |
| Billboard Top Independent Albums | 5               |